# Освајачи олимпијских медаља у атлетици — 20 километара ходање за мушкарце
Освајачи олимпијских медаља у атлетици за мушкарце у дисциплини брзог ходања на 20 км, приказани су у следећој табели. Ова дисциплина уврштена је у програм Игара 1956. уместо дисциплине 10 км ходање и на програму је и данас.
| Олимпијске игре             | Злато                                 | Злато      | Сребро                                | Сребро  | Бронза                                | Бронза  |
| --------------------------- | ------------------------------------- | ---------- | ------------------------------------- | ------- | ------------------------------------- | ------- |
| Мелбурн 1956. детаљи        | Леонид Спирин · Совјетски Савез       | 1:31:28 ОР | Антанас Миканас · Совјетски Савез     | 1:32:03 | Бруно Јунк · Совјетски Савез          | 1:32:12 |
| Рим 1960. детаљи            | Владимир Голубничиј · Совјетски Савез | 1:34:08    | Ноел Фриман · Аустралија              | 1:34:17 | Стенли Викерс · Уједињено Краљевство  | 1:34:57 |
| Токио 1964. детаљи          | Кен Метјуз · Уједињено Краљевство     | 1:29:34 ОР | Дитер Линдер EUA¹                     | 1:31:14 | Владимир Голубничиј · Совјетски Савез | 1:32:00 |
| Мексико Сити 1968. детаљи   | Владимир Голубничиј · Совјетски Савез | 1:33:59    | Хосе Педраза · Мексико                | 1:34:00 | Николај Смага · Совјетски Савез       | 1:34:04 |
| Минхен 1972. детаљи         | Петер Френкел · Источна Немачка       | 1:26:43 ОР | Владимир Голубничиј · Совјетски Савез | 1:26:56 | Ханс-Георг Рајман · Источна Немачка   | 1:27:17 |
| Монтреал 1976. детаљи       | Данијел Баутиста · Мексико            | 1:24:41 ОР | Ханс-Георг Рајман · Источна Немачка   | 1:25:14 | Петер Френкел · Источна Немачка       | 1:25:30 |
| Москва 1980. детаљи         | Маурицио Дамилано · Италија           | 1:23:36 ОР | Пјотр Поченчук · Совјетски Савез      | 1:24:46 | Роланд Визер · Источна Немачка        | 1:25:59 |
| Лос Анђелес 1984. детаљи    | Ернесто Канто · Мексико               | 1:23:13 ОР | Раул Гонзалес · Мексико               | 1:23:20 | Маурицио Дамилано · Италија           | 1:23:26 |
| Сеул 1988. детаљи           | Јозеф Прибилинец · Чехословачка       | 1:19:57 ОР | Роналд Вајгел · Источна Немачка)      | 1:20:00 | Маурицио Дамилано · Италија           | 1:20:14 |
| Барселона 1992. детаљи      | Данијел Плаза · Шпанија               | 1:21:45    | Гијом Леблан · Канада                 | 1:22:25 | Ђовани де Бенедиктис · Италија        | 1:23:11 |
| Атланта 1996. детаљи        | Џеферсон Перез · Еквадор              | 1:20:07    | Иља Марков · Русија                   | 1:20:16 | Бернардо Сегура · Мексико             | 1:20:23 |
| Сиднеј 2000. детаљи         | Роберт Кожењовски · Пољска            | 1:18:59 ОР | Ное Ернандез · Мексико                | 1:19:03 | Владимир Андрејев · Русија            | 1:19:27 |
| Атина 2004. детаљи          | Ивано Бруњети · Италија               | 1:19:40    | Франсиско Хавијер Фернадез · Шпанија  | 1:19:45 | Нејтан Дикс · Аустралија              | 1:20:02 |
| Пекинг 2008. детаљи         | Валериј Борчин · Русија               | 1:19:10    | Џеферсон Перез · Еквадор              | 1:19:15 | Џаред Талент · Аустралија             | 1:19:42 |
| Лондон 2012. детаљи         | Чен Динг · Кина                       | 1:18:46 ОР | Ерик Барондо · Гватемала              | 1:18:57 | Ванг Џен · Кина                       | 1:19:25 |
| Рио де Жанеиро 2016. детаљи | Ванг Џен · Кина                       | 1:19:14    | Цај Целин · Кина                      | 1:19:26 | Дејн Бирд-Смит · Аустралија           | 1:19:37 |
| Токио 2020. детаљи          | Масимо Стано Италија                  | 1:21:05    | Коки Икеда Јапан                      | 1:21:14 | Тошиказу Јаманиши Јапан               | 1:21:28 |
| Париз 2024. детаљи          | Брајан Пинтадо Еквадор                | 1:18:55    | Кајо Бонфим Бразил                    | 1:19:09 | Алваро Мартин Шпанија                 | 1:19:11 |
| Лос Анђелес 2028.           |                                       |            |                                       |         |                                       |         |

¹ Олимпијци Западне и Источне Немачке наступали као једна екипа.

## Биланс медаља у дисциплини 20 километара ходање за мушкарце
После ЛОИ 2024.
|     | Држава               | Злато | Сребро | Бронза | Укупно |
| --- | -------------------- | ----- | ------ | ------ | ------ |
| 1.  | Совјетски Савез      | 3     | 3      | 3      | 9      |
| 2.  | Италија              | 3     | -      | 3      | 6      |
| 3.  | Мексико              | 2     | 3      | 1      | 6      |
| 4.  | Еквадор              | 2     | 1      | -      | 3      |
| 5.  | Источна Немачка      | 1     | 2      | 3      | 6      |
| 6.  | Уједињено Краљевство | 1     | -      | 1      | 2      |
| 7.  | Русија               | 1     | 1      | 1      | 3      |
| 7.  | Шпанија              | 1     | 1      | 1      | 3      |
| 9.  | Кина                 | 1     | -      | 1      | 2      |
| 10. | Чехословачка         | 1     | -      | -      | 1      |
| 10. | Пољска               | 1     | -      | -      | 1      |
| 12. | Аустралија           | -     | 1      | 2      | 3      |
| 13. | Јапан                | -     | 1      | 1      | 2      |
| 14. | EUA¹                 | -     | 1      | -      | 1      |
| 14. | Бразил               | -     | 1      | -      | 1      |
| 14. | Гватемала            | -     | 1      | -      | 1      |
| 14. | Канада               | -     | 1      | -      | 1      |
|     | Укупно 17 земаља     | 17    | 17     | 17     | 51     |